# Gekko reevesii
Espèce
Synonymes
- Gecko reevesii Gray, 1831

Gekko reevesii est une espèce de geckos de la famille des Gekkonidae.

## Répartition
Cette espèce se rencontre en Chine et au Viêt Nam.

## Publication originale
- Gray, 1831 "1830" : A synopsis of the species of Class Reptilia. The animal kingdom arranged in conformity with its organisation by the Baron Cuvier with additional descriptions of all the species hither named, and of many before noticed, V Whittaker, Treacher and Co., London, vol. 9, Supplement, p. 1-110 (texte intégral).